# بهتان برای حفظ نظام

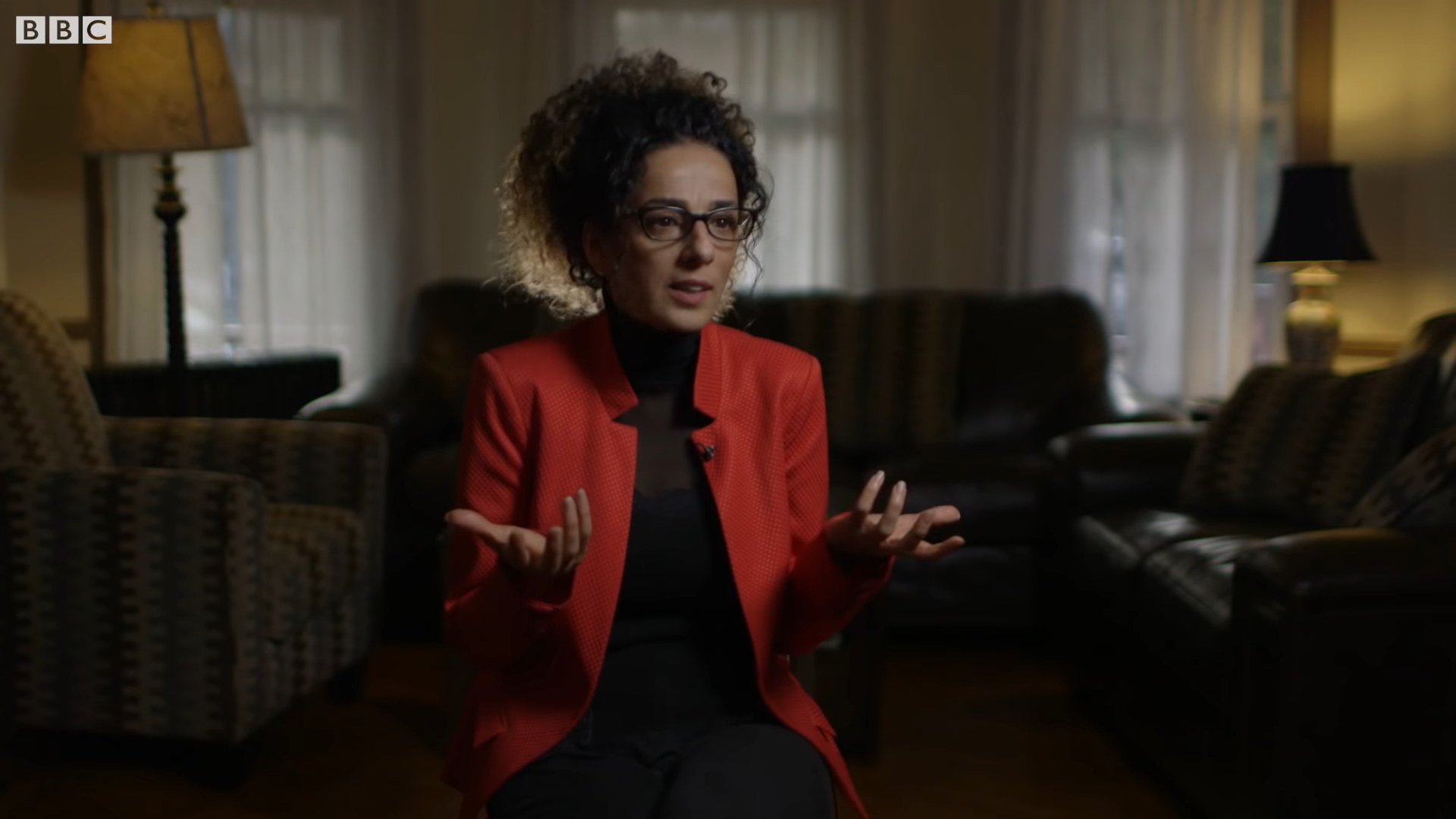
مسیح علی‌نژاد در مستند «بهتان برای حفظ نظام»

مستند بهتان برای حفظ نظام یک مستند از تلویزیون فارسی بی‌بی‌سی به کارگردانی حسین باستانی است که درآن به بحث مباهته از نظر ریشه‌های مذهبی و استفاده سیاسی از آن می‌پردازد.
باستانی در این مستند برای بررسی ریشه‌های سیاسی و مذهبی به مصاحبه بامسیح علینژاد، عبدالکریم سروش، حسن یوسفی اشکوری، محسن کدیور پرداخته با ذکر مواردی از دروس مربوط به ولایت فقیه از سوی بنیانگذار جمهوری اسلامی و سخنان او در خصوص حفظ نظام به تشریح نگاه خود در مورد بحث مباهته می‌پردازند.
یکی از موارد جنجالی در این خصوص نقل قول سروش در خصوص استفاده حسین شریعتمداری و روزنامه کیهان از مباهته در برخورد با مخالفان بود که در این خصوص شریعتمداری طی مصاحبه ای با خبرگزاری تسنیم به رد این موضوع پرداخته و عوامل دخیل در این مستند را به دریافت پول از کشورهای دیگر و جاسوسی و تخریب اعتقادات مردم متهم کرد.
برخی از مدرسان حوزوی مانند محسن غرویان نگاه و برداشت حسن یوسفی اشکوری، محسن کدیور را از روایات مربوطه و سخنان روح‌الله خمینی درست ندانسته و خارج از انصاف دانسته است.